# Magarao
Magarao ist eine philippinische Stadtgemeinde in der Provinz Camarines Sur. Sie hat 25.694 Einwohner (Zensus 1. August 2015).

## Baranggays
Magarao ist politisch in 15 Baranggays unterteilt.
| - Barobaybay - Bell (Pob.) - Carangcang - Carigsa - Casuray - Montserrat (Pob.) - Ponong - San Francisco (Pob.) - San Isidro (Pob.) - San Juan (Pob.) - San Miguel - San Pantaleon (Pob.) - Santa Lucia (Pob.) - Santa Rosa - Santo Tomas (Pob.) |

## Söhne und Töchter
- Gilbert Garcera (* 1959), römisch-katholischer Geistlicher, Erzbischof von Lipa